# Provins
|  | For den franske by af samme navn, se Provins (Seine-et-Marne) |
En provins er en del af et land og en administrativ inddeling, ofte som den højeste grad af landets administrative opdeling. Inddelingskategorien blev anvendt i Romerriget.
Inddelingen kendes i mange nutidige sammenhænge, eksempelvis Canada, Iran, Irak og Vietnam. I oversættelser kan en provins være en administrativ inddeling eller en region, som er en subnational opdelingsenhed.
På dansk anvendes ordet også om områder uden for hovedstadsområdet eller de store byer. Udtrykkene provins og provinsielt kan anvendes nedladende om noget, som ikke er moderne, idet hovedstaden er først med på moden.
Provinsen har for nogen – ofte københavnere – en negativ og kedelig klang. Men forskning fra Københavns Universitet viser, at unge danskere efter endt uddannelse i stigende grad søger derud, når de skal stifte familie. 

## Referenceliste
1. ↑  Den københavnske syge | Information
2. ↑  afhandling Louise Glerup Aner Arkiveret 23. februar 2014 hos  Wayback Machine.